# Sundown (Jack Harlow)
Sundown è un singolo del rapper statunitense Jack Harlow pubblicato il 3 agosto 2018.

## Tracce
1. Sundown – 2:05